# Mitgliedsnadel der VdgB
Die Mitgliedsnadel der VdgB war eine nichtstaatliche Auszeichnung  der Vereinigung der gegenseitigen Bauernhilfe (VdgB) in der Deutschen Demokratischen Republik. Die Mitgliedsnadel hat die Form eines nach oben gestreckten Sechsecks und zeigt auf hellgrünen Grund die Buchstaben VdgB umschlossen von einem Ornament, dass an Ährenhalme erinnert. Die Rückseite des Abzeichens ist glatt und zeigt eine senkrecht verlötete Nadel mit Gegenhaken.